# Fundulopanchax avichang
Fundulopanchax avichang är en art bland de äggläggande tandkarparna som beskrevs av Malumbres och Castelo 2001. Den ingår i släktet Fundulopanchax, och familjen Nothobranchiidae. Internationella naturvårdsunionen (IUCN) kategoriserar arten globalt som otillräckligt studerad. Inga underarter finns listade i Catalogue of Life.